# Batalha de White Plains
A Batalha de White Plains ocorreu durante a campanha de Nova York e Nova Jersey da Guerra Revolucionária Americana em 28 de outubro de 1776, perto de White Plains, Nova York. Após a retirada do Exército Continental de George Washington para o norte da cidade de Nova York, o general britânico William Howe desembarcou tropas no condado de Westchester, com a intenção de cortar a rota de fuga de Washington. Alertado para esse movimento, Washington recuou ainda mais, estabelecendo uma posição na vila de White Plains, mas não conseguindo estabelecer um controle firme sobre o terreno elevado local. As tropas de Howe expulsaram as tropas de Washington de uma colina perto da aldeia; após essa perda, Washington ordenou que os americanos recuassem mais para o norte.
Movimentos britânicos posteriores perseguiram Washington por Nova Jersey e Pensilvânia. Washington então cruzou o Delaware e surpreendeu uma brigada de tropas hessianas na Batalha de Trenton em 26 de dezembro.

## Prelúdio
Em 20 de outubro, o general Washington enviou o coronel Rufus Putnam em uma missão de reconhecimento de seu acampamento em Harlem Heights.  Putnam descobriu a localização geral das tropas britânicas e reconheceu o perigo para o exército e seus suprimentos. Quando ele relatou isso a Washington naquela noite, Washington imediatamente despachou Putnam com ordens a Lord Stirling, cujas tropas estavam mais ao norte, para marchar imediatamente para White Plains. Eles chegaram a White Plains às 9h00 do dia 21 de outubro e foram seguidos por outras unidades do exército à medida que o dia avançava. Washington decidiu retirar a maior parte do exército para White Plains,  deixando uma guarnição de 1 200 homens sob o comando de Nathanael Greene para defender o Forte Washington em Manhattan.  O exército do general Howe avançou lentamente, com tropas do centro e da direita movendo-se ao longo da estrada de New Rochelle para White Plains, enquanto uma unidade de legalistas ocupava Mamaroneck. Este último foi atacado naquela noite por um destacamento das tropas de Lord Stirling sob o comando de John Haslet, que fez mais de trinta prisioneiros, bem como suprimentos, mas sofreu vários mortos e 15 feridos. Como resultado, Howe moveu elementos de sua ala direita para ocupar Mamaroneck. Em 22 de outubro, Howe foi reforçado pelo desembarque em New Rochelle de mais 8 000 soldados sob o comando de Wilhelm von Knyphausen.
Washington estabeleceu seu quartel-general na Elijah Miller House em North White Plains em 23 de outubro e escolheu uma posição defensiva que fortificou com duas linhas de trincheiras.  As trincheiras estavam situadas em terreno elevado, protegidas à direita pelo terreno pantanoso perto do rio Bronx, com colinas mais íngremes mais atrás como um local de retirada. As defesas americanas tinham 3 milhas (4,8 km) de comprimento. Além disso, à direita, estava Chatterton's Hill, que comandava a planície sobre a qual os britânicos teriam que avançar. A colina foi inicialmente ocupada por companhias de milícias com várias centenas, provavelmente incluindo a companhia de milícia de Massachusetts de John Brooks.
Em 24 e 25 de outubro, o exército de Howe mudou-se de New Rochelle para Scarsdale, onde estabeleceram um acampamento cobrindo a margem leste do rio Bronx. Este movimento foi aparentemente feito na esperança de pegar a coluna de Charles Lee, que teve que alterar sua rota em direção a White Plains e executar uma marcha forçada à noite para evitá-los.  Howe permaneceu em Scarsdale até a manhã de 28 de outubro, quando suas forças marcharam em direção a White Plains, com tropas britânicas à direita sob o comando do general Henry Clinton e principalmente tropas hessianas à esquerda sob o comando do general von Heister.

## Batalha
Enquanto Washington inspecionava o terreno para determinar onde era melhor estacionar suas tropas, mensageiros o alertaram de que os britânicos estavam avançando.  Retornando ao seu quartel-general, ele ordenou que o 2º Regimento de Connecticut sob o comando de Joseph Spencer retardasse o avanço britânico e enviou Haslet e o 1º Regimento de Delaware, junto com a brigada de Alexander McDougall (3º Regimento de Nova York de Rudolphus Ritzema, 19º Regimento Continental de Charles Webb, 1º Regimento de Maryland de William Smallwood e o 1º Regimento de Nova York e 2º Regimentos de Nova York) para reforçar Chatterton Hill.
A força de Spencer avançou para uma posição na velha estrada de York nas esquinas de Hart (Hartsdale, Nova York) e lá trocou tiros com os hessianos liderados pelo coronel Johann Rall que estavam à frente da coluna esquerda britânica. Quando a coluna de Clinton ameaçou seu flanco, essas empresas foram forçadas a recuar através do rio Bronx, que foi inicialmente ordenada, com pausas para atirar por trás de muros de pedra enquanto o fogo das tropas em Chatterton Hill cobria seu movimento, mas se transformou em uma derrota com o aparecimento de dragões. As tropas de Rall tentaram ganhar a colina, mas foram repelidas pelo fogo das tropas de Haslet e da milícia e recuaram para o topo de uma colina próxima no mesmo lado do rio. Essa defesa coordenada fez com que todo o Exército Britânico, que manobrava como se fosse atacar toda a linha americana, parou.
Enquanto Howe e seu comando conferenciavam, a artilharia hessiana à esquerda abriu fogo na posição no topo da colina, onde conseguiu levar a milícia a uma retirada em pânico. A chegada de McDougall e sua brigada ajudou a reuni-los, e uma linha defensiva foi estabelecida, com a milícia à direita e os continentais dispostos ao longo do topo da colina.  Howe finalmente deu ordens e, enquanto a maior parte de seu exército esperava, um destacamento de tropas britânicas e hessianas foi enviado para tomar a colina.
O ataque britânico foi organizado com regimentos hessianos liderando o ataque. Rall deveria atacar a direita americana, enquanto um batalhão hessiano sob o comando do coronel Carl von Donop (consistindo dos granadeiros Linsing, Mingerode, Lengereck e Kochler, e o próprio regimento de caçadores de Donop) deveria atacar o centro. Uma coluna britânica sob o comando do general Alexander Leslie (consistindo do 5º, 28º, 35º e 49º pés) deveria atacar a direita. A força de Donop teve dificuldade em cruzar o rio ou estava relutante em fazê-lo, e elementos da força britânica foram os primeiros a cruzar. A carga de Rall espalhou a milícia à direita americana, deixando o flanco dos regimentos de Maryland e Nova York exposto enquanto eles despejavam tiros de mosquete sobre os atacantes britânicos, o que interrompeu temporariamente seu avanço. A exposição de seu flanco fez com que eles iniciassem uma retirada de combate, o que forçou progressivamente o restante da linha americana, que havia se engajado com os outros segmentos da força britânica, a ceder e recuar. O regimento de Delaware de Haslet, que ancorou a esquerda americana, forneceu fogo de cobertura enquanto as tropas restantes recuavam para o norte e foram as últimas a deixar a colina.  A luta foi intensa e ambos os lados sofreram baixas significativas antes que os continentais fizessem uma retirada disciplinada.

## Baixas
A História do Exército Britânico de John Fortescue diz que as baixas de Howe foram 214 britânicos e 99 hessianos. No entanto, Rodney Atwood aponta que o número de Fortescue para os hessianos inclui todas as baixas hessianas de 19 a 28 de outubro e que, na verdade, apenas 53 dessas baixas foram incorridas na Batalha de White Plains.  Este número revisado daria um total de 267 britânicos e hessianos mortos, feridos ou desaparecidos em White Plains. Henry Dawson, por outro lado, dá a perda de Howe como 47 mortos, 182 feridos e quatro desaparecidos.   A perda americana é incerta. Theodore Savas e J. David Dameron dão um intervalo de 150 a 500 mortos, feridos e capturados. Samuel Roads conta com 47 mortos e 70 feridos.  Henry Dawson estima 50 mortos, 150 feridos e 17 desaparecidos para os comandos de McDougall e Spencer, mas não tem informações sobre as perdas no regimento de Haslet.

## Consequências
Os dois generais permaneceram onde estavam por dois dias, enquanto Howe reforçava a posição em Chatterton Hill, e Washington organizava seu exército para recuar para as colinas. Com a chegada de tropas adicionais de Hesse e Waldeck sob o comando de Lord Percy em 30 de outubro, Howe planejou agir contra os americanos no dia seguinte. No entanto, uma forte chuva caiu durante todo o dia seguinte e quando Howe finalmente estava preparado para agir, ele acordou e descobriu que Washington havia novamente escapado de seu alcance.
Washington retirou seu exército para as colinas ao norte na noite de 31 de outubro, estabelecendo um acampamento perto de North Castle. Howe optou por não seguir, em vez disso, tentou, sem sucesso, atrair Washington. Em 5 de novembro, ele virou seu exército para o sul para terminar de expulsar as tropas do Exército Continental de Manhattan, uma tarefa que ele realizou com a Batalha de Forte Washington em 16 de novembro.
Washington acabou cruzando o rio Hudson em Peekskill com a maior parte de seu exército, deixando os regimentos da Nova Inglaterra para trás para proteger os suprimentos e importantes travessias de rios.  Mais tarde, movimentos britânicos o perseguiram por Nova Jersey e Pensilvânia, e os britânicos estabeleceram uma cadeia de postos avançados em Nova Jersey. Washington, vendo uma oportunidade de vitória para elevar o moral da nação, cruzou o Delaware e surpreendeu as tropas de Rall na Batalha de Trenton em 26 de dezembro.